# Pajemploi
 (février 2021).
La mise en forme du texte ne suit pas les recommandations de Wikipédia : il faut le « wikifier ».
Les points d'amélioration suivants sont les cas les plus fréquents. Le détail des points à revoir est peut-être précisé sur la page de discussion.
- Les titres sont pré-formatés par le logiciel. Ils ne sont ni en capitales, ni en gras.
- Le texte ne doit pas être écrit en capitales (les noms de famille non plus), ni en gras, ni en italique, ni en « petit »…
- Le gras n'est utilisé que pour surligner le titre de l'article dans l'introduction, une seule fois.
- L'italique est rarement utilisé : mots en langue étrangère, titres d'œuvres, noms de bateaux, etc.
- Les citations ne sont pas en italique mais en corps de texte normal. Elles sont entourées par des guillemets français : « et ».
- Les listes à puces sont à éviter, des paragraphes rédigés étant largement préférés. Les tableaux sont à réserver à la présentation de données structurées (résultats, etc.).
- Les appels de note de bas de page (petits chiffres en exposant, introduits par l'outil «  Source ») sont à placer entre la fin de phrase et le point final[comme ça].
- Les liens internes (vers d'autres articles de Wikipédia) sont à choisir avec parcimonie. Créez des liens vers des articles approfondissant le sujet. Les termes génériques sans rapport avec le sujet sont à éviter, ainsi que les répétitions de liens vers un même terme.
- Les liens externes sont à placer uniquement dans une section « Liens externes », à la fin de l'article. Ces liens sont à choisir avec parcimonie suivant les règles définies. Si un lien sert de source à l'article, son insertion dans le texte est à faire par les notes de bas de page.
- La présentation des références doit suivre les conventions bibliographiques. Il est recommandé d'utiliser les modèles {{Ouvrage}}, {{Chapitre}}, {{Article}}, {{Lien web}} et/ou {{Bibliographie}}. Le mode d'édition visuel peut mettre en forme automatiquement les références.
- Insérer une infobox (cadre d'informations à droite) n'est pas obligatoire pour parachever la mise en page.

Pour une aide détaillée, merci de consulter Aide:Wikification.
Si vous pensez que ces points ont été résolus, vous pouvez retirer ce bandeau et améliorer la mise en forme d'un autre article.
Le Centre National Pajemploi (CPNE), plus connu sous le nom de Pajemploi, est un service du réseau des URSSAF . Son nom est un mot-valise composé de la prestation d'accueil du jeune enfant (Paje) et du terme "emploi".
Basé à Vals-Près-le-Puy près du Puy-en-Velay et rattaché à l'URSSAF Auvergne, le centre Pajemploi compte environ 170 salariés,. 
Il a vocation à offrir ses services aux parents-employeurs, aux assistantes maternelles et aux salariés de la garde d'enfant. Plus précisément, l'offre de service de Pajemploi est destinée à simplifier les formalités administratives pour les parents employeurs qui font garder leur(s) enfant(s) par une assistante maternelle agréée ou une garde d’enfants à domicile. Le centre national Pajemploi est, avec le Centre national du CESU, l'un des deux centres nationaux rattachés aux URSSAF .
Le service Pajemploi concerne, en 2021, environ 400 000 assistant(e)s maternel(le)s et près de 1 100 000 parents-employeurs selon la FEPEM[source insuffisante]. 
Dans le cadre de ses missions, le Centre Pajemploi a tissé des liens avec les relais d'assistant(e)s maternel(le)s et avec la FEPEM (association représentant les parents-employeurs). 
Afin de simplifier davantage les démarches des usagers, le centre a mis en place le dispositif Pajemploi+ en 2019. Ce service propose de verser les rémunérations des salarié(e)s à la place des parents-employeurs. Il permet aux parents-employeurs de ne pas avoir à avancer les frais qui seront finalement couverts par le CMG. À l'inverse, il offre aux salarié(e)s une protection d'un mois contre les impayés du parent-employeur[source insuffisante],.

## Le Centre Pajemploi et la crise sanitaire
De plus, le Centre Pajemploi est l'organisme qui a versé les aides exceptionnelles dans le cadre de l'accompagnement économique lié à la crise de la Covid19. Ainsi, le Centre Pajemploi a versé les aides relatives au chômage partiel pour les milliers d'assistant(e)s maternel(le)s concerné(e)s.

## Le Centre Pajemploi et l'innovation administrative
Comme l'ensemble des organismes de la sphère publique, le centre Pajemploi a mené, durant ces dernières années, une intense politique[non neutre] de dématérialisation des démarches administratives[source insuffisante].
Une étude menée par la CNAF a montré que le site internet de Pajemploi est le 2e site le plus cité par les parents en matière site d'information sur les modes de garde. 
Le Centre national Pajemploi est, avec le Centre national du CESU, l'institution pilote de l'expérimentation de la contemporanéité des crédits d'impôt lancée par le gouvernement de Jean Castex en 2021. Cette expérimentation fait suite au prélèvement à la source de l'impôt sur le revenu. 